# 臧荼
臧荼（前3世纪？—前202年），秦朝末年西汉初年人，是反秦戰爭中的將領，一度為項羽十八諸侯之一，封燕王，後來歸附漢朝，在消滅異姓王風潮中，被劉邦所殺。

## 生平
燕王韩广部将，跟随項羽援救被秦朝章邯包围的趙国。又随項羽入关中。漢王劉邦元年（前206年），項羽分天下为十八諸侯，立臧荼为燕王。遷燕王韩广为遼東王。之后，臧荼攻灭韓广，合并遼東，统一燕國。
汉王三年（前204年），井陘之戰，韓信斬殺代王陳餘。韓信听从广武君李左車的進言，勸臧荼归順，於是臧荼投降劉邦。
漢王五年（前202年），劉邦打败項羽。臧荼和楚王韓信、韓王信、淮南王英布、梁王彭越、长沙王（前衡山王）吴芮、趙王張耳共同尊奉漢王劉邦为皇帝。同年秋七月，燕王臧荼反漢，高祖劉邦亲自征伐，九月，臧荼被捕殺。

## 后事
刘邦选有功之臣出任燕王，刘贾之臣信等十人认为太尉长安侯卢绾功最多，于是封卢绾为燕王。

## 家庭
臧荼育有一子臧衍，父親被平定後逃往匈奴。陳豨叛變時，燕王盧綰派張勝向匈奴散播陳豨戰敗的消息，避免匈奴派兵增援陳豨。張勝本想聯同匈奴將陳豨消滅，但遇見臧衍，他說：「您之所以得到重用，因您通曉匈奴之事。而燕所能夠長久，是因為諸侯屢屢造反。現在您為了燕，想要迅速消滅陳豨。但陳豨被消滅了以後，下一個就該輪到燕了。」張勝同意其話，遂不再返回燕地，劝说盧綰暗通匈奴。
臧荼孙女臧儿有女兒王娡、王兒姁，後改嫁田氏，生二子田蚡、田胜。王娡与王兒姁一起嫁給汉景帝刘启，王娡生汉武帝。臧儿因而被封為平原君。

## 註解
1. ↑  《漢書》卷1下·高帝紀下：秋七月，燕王反，上自將征之。九月，虜荼。

| 前任： 首任 | 西汉燕王 前204年—前202年 | 繼任： 盧綰 |